# Józef Cywiński
Józef Cywiński herbu Puchała – superintendent ceł małopolskich, podczaszy poznański w latach 1748–1753, wojski poznański w latach 1739–1748.
Poseł województwa poznańskiego na sejm 1746 roku.